# دغريات

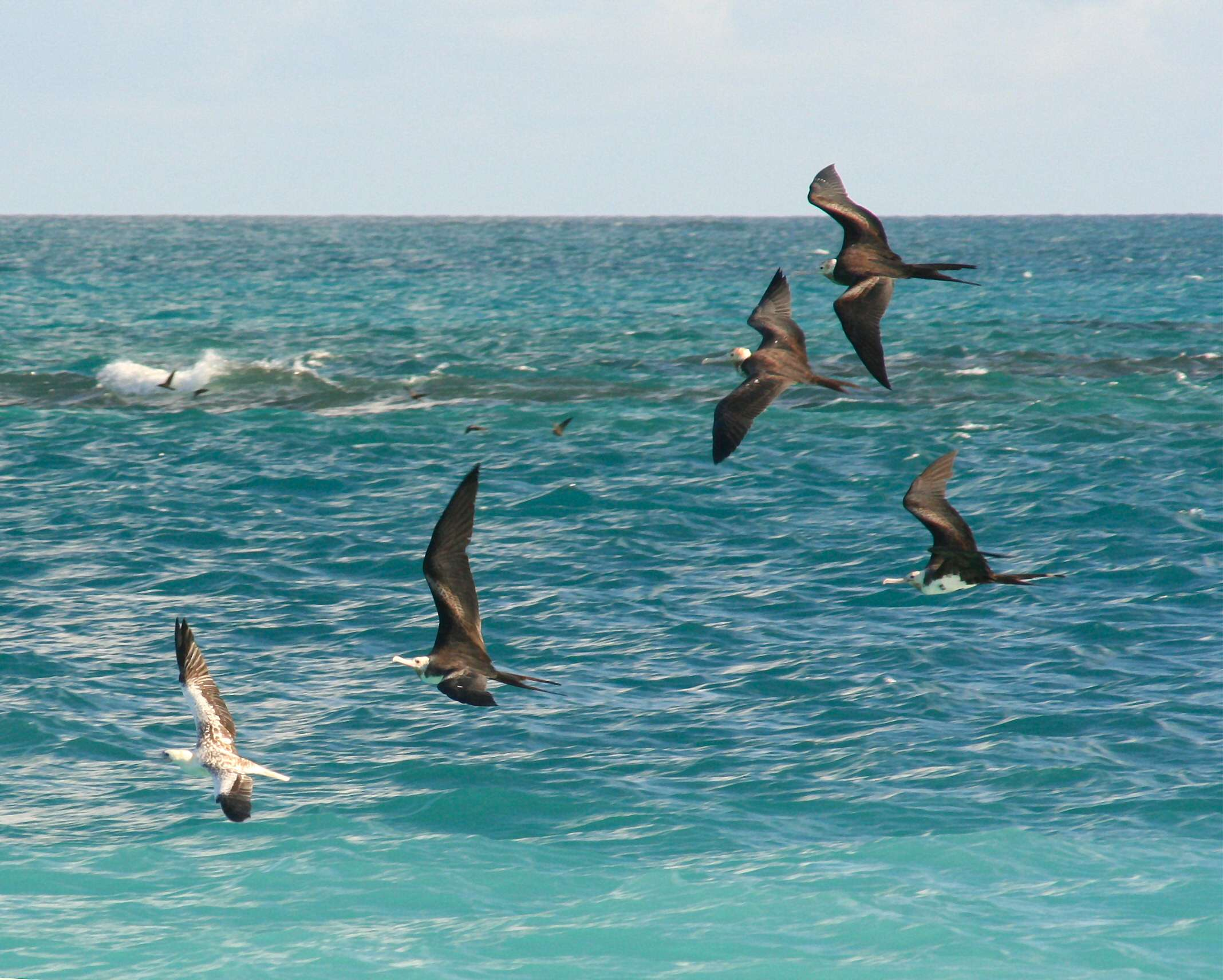
فرقاط كبير يُطارد أحمق أحمر القدمين لسرقة طعامه

الدَغَرِيِّات أو طفيليات سارقة أو التطفل السارق، هو شكل من أشكال التغذية حيث يأخذ أحد الحيوانات فريسة أو طعامًا آخر تم صيده أو جمعه أو حُضر بواسطة حيوان آخر، بما في ذلك الطعام المخزن. من الأمثلة على هذه الحالة الأخيرة نحل الوقواق، الذي يضع بيضه على كتل حبوب اللقاح التي تصنعها النحل الأخرى، أو مضيفات الدبابير الطفيلية أو الطفيليات. يستخدم هذا المصطلح أيضًا لوصف سرقة مواد العش أو غيرها من الأشياء الجامدة من حيوان بآخر.
تكتسب الدغريات الفريسة أو أشياء لا يمكن الحصول عليها بطريقة أخرى أو تتطلب وقتًا وجهدًا. ومع ذلك، قد يُصاب الدغري بجروح في الحالات التي يدافع فيها الأخير (المسلوب) عن فريسته. تقوم الدغرياب بتدرب على اختيار الفريسة المدللة التي أطعمت حديثًا.
قد تكون الدغريات ذاتها ضحية ضمن النوع (الطفيلي من نفس نوع الضحية) أو بين الأنواع (الطفيلي من نوع مختلف). في الحالة الأخيرة، عادًة ما تكون الطفيليات من أقرب أقارب الكائنات الحية التي تتطفل عليها ("قاعدة إيمري").